# طائرة أسرع من الصوت
الطائرات الأسرع من الصوت هي طائرة قادرة على الطيران أسرع من سرعة الصوت (1 ماخ). الطائرات الأسرع من الصوت المصنعة في النصف الثاني من القرن العشرين استخدمت تقريبا للبحوث والأغراض العسكرية. اثنين فقط، كونكورد، توبوليف تو-144, دخلتا الخدمة المدنية.الطائرات المقاتلة هي المثال الأكثر شيوعا للطائرات الأسرع من الصوت.
الديناميكا الهوائية للطيران الأسرع من الصوت تسمى تدفق الضغط بسبب ضغط (الفيزياء) المرتبطة بموجات الصدمة أو «سونيك بوم» استخدم هذا المبدأ لصناعة كل الطائرات الأسرع من الصوت
تحلق هذه الطائرات بسرعات فوق 5 ماخ وغالبا ما يشار للسرعات فوق 5 ماخ بالهايبر سونيك.

## التاريخ
أول طائرة تطير بأسرع من الصوت كانت بيل إكس-1 الأمريكية، هذه الطائرة التي كانت مدعومة ب6000 رطل صاروخ دفع مكون من الأكسجين السائل والكحول الإيثيلي.
غالبية الطائرات الأسرع من الصوت كانت عسكرية أوتجريبية.
في 1960 و1970, أُجْرِيَت دراسات عديدة لتصميم طائرات أسرع من الصوت، في نهاية المطاف دخل نوعين من الطائرات الخدمة، الأنجلو الفرنسية كونكورد و الروسية توبوليف تو-144. لكن المعيقات السياسية والبيئية والاقتصادية وتحطم مقاتلة كونكورد حال دون استمرار الدراسات، وهذه الطائرات لم تعد تحلق.

## مبادئ التصميم
الطيران الأسرع من الصوت يجلب معه تحديات تقنية كبيرة، الديناميكا الهوائية للطيران الأسرع من الصوت هي مختلفة بشكل كبير عن تلك التي هي دون سرعة الصوت (أي الطيران بسرعات أبطأ من الصوت). على وجه الخصوص، ترتفع الديناميكا الهوائية بشكل حاد ومنتظم أثناء تحليق الطائرات أسرع من الصوت، والتي تتطلب قوة محرك أكبر.

### الجناح
للحفاظ على قوة سحب منخفضة، يجب أن يكون الجناحين محدودتين، مما يقلل أيضا من فعالية الديناميكية الهوائية عندما تحلق الطائرة ببطء. بما أن الطائرات الأسرع من الصوت يجب أن تقلع وتهبط بسرعة بطيئة نسبيا، تصميم الديناميكية الهوائية يجب أن يكون حلا وسطا بين متطلبات نطاق السرعة.(السرعة القصوى والدنيا)
 هناك طريقة لتحقيق هذا الحل الوسط هو استخدام جناح متعدد الأوضاع، الذي يستعمل في نطاق السرعة المنخفضة.
طريقة آخرى اُسْتُخْدِمَت هي جناح دلتا مثل تلك التي استخدمت في كونكورد.للجناح ميزة تحقيق ارتفاع زاوية الهجوم في السرعات المنخفضة، ما يولد دوامة على السطح العلوي للطائرة مما يزيد بشكل كبير في رفعها وتوفير تباطئ سلس أثناء هبوطها.

### الحرارة
مشكلة أخرى هي الحرارة المتولدة عن الاحتكاك مع الهواء المتدفق حول الطائرات. معظم تصاميم الطائرات الأسرع من الصوت تستعمل سبائك الألومنيوم مثل مزيج من ألمونيوم و نحاس، وهي رخيصة وسهلة الإنجاز ولكن تفقد قوتها بسرعة في درجات الحرارة العالية. ما يحد السرعة القصوى إلى حوالي 2.2 ماخ.
معظم الطائرات الأسرع من الصوت، بما في ذلك العديد من الطائرات المقاتلة صممت للطيران معظم الوقت بسرعة دون سرعة الصوت، إلا أن تتجاوز سرعة الصوت لفترات قصيرة عند اعتراض إحدى طائرات العدو. مثل طائرة الاستطلاع لوكهيد إس آر-71 بلاك بيرد و الكونكورد الأسرع من الصوت، صُمِّمَت للطيران بسرعة فوق سرعة الصوت بستمرار، ومع هذه التصاميم فإن مشاكل أو أخطاء الطيارين أو الأعطاب تكون نتائجها في الطيران الأسرع من الصوت أكثر خطورة.

### رحلة أسرع من الصوت
تدفق الهواء يمكن أن تسرع أو تبطئ  السرعة محليا في نقاط مختلفة على الطائرة. في المنطقة حول 1 ماخ بعض المناطق قد تواجه التدفق الأسرع من الصوت، في حين أن البعض الآخر دون سرعة الصوت. هذا النظام يسمى رحلة أسرع من الصوت. عند تغير سرعة الطيران فإن موجات الضغط إما تتشكل أو تتحرك. وهذا يمكن أن يؤثر على الاستقرار والتحكم في الطائرة، وعلى المصمم أن يضع في اعتباره كل هذه التأتيرات عند تحليق الطائرة في مختلف السرعات

### رحلة بسرعة هايبر سونيك
الطيران بسرعات فوق حوالي 5 ماخ غالبا ما تشير لسرعة هايبر سونيك. عند هذه النقطة تكون مشاكل السحب والحرارة  أكثر حدة. فمن الصعب ضبط  درجات الحرارة الناتجة عن مقاومة الهواء في هذه السرعات التي تفوق سرعتها سرعة الصوت.التحليق برحلة  أكثر سرعة من الصوت لمدة طويلة الأمد لم يتحقق إلى الآن.

## نقل بسرعة أسرع من الصوت
النقل الأسرع من الصوت  باختصار (SST) هو الطيران المدني المصممة لنقل الركاب بسرعة تفوق سرعة الصوت. الطائرة المدنية الوحيدة الأسرع من الصوت هي الطائرة السوفيتية توبوليف تو-144 التي حلقت لأول مرة في عام 1968 وتوقفت عن العمل في عام 1997 ؛ الفرنسية-البريطانية المنتجة كونكورد، التي حلقت لأول مرة في عام 1969 وظلت في الخدمة حتى عام 2003. منذ عام 2003 لم تكن هناك أي طائرة مدنية أسرع من الصوت.
سمة أساسية من سمات هذه التصاميم هو القدرة على الحفاظ على سرعة أسرع من الصوت لفترات طويلة، لذلك السحب المنخفض ضروري للحد من استهلاك الوقود. ونتيجة لذلك، فإن  أبدان هذه الطائرات تكون طويلة  و أجنحتها  قصيرة جدا. شرط السرعات المنخفضة عند الإقلاع والهبوط هو من خلال استخدام دوامة الرفع: حين تبطئ الطائرات، يجب استعادة الصعود من خلال رفع مقدم الطائرة وزيادة زاوية مواجهة الجناح. الشكل الحاد للجناح يؤدي للانحراف مع تدفق الهواء عبر الجناح، فتكون النتيجة تسريع تدفق الهواء محليا والحفاظ على الصعود.
 مشاريع صناعة طائرات نقل أسرع من الصوت (sst):
- البريطانية – بريستول نوع 223
- الفرنسية – سود الطيران فائقة Caravelle
- الولايات المتحدة – كونفير نموذج 58-9, بوينغ 2707, لوكهيد L-2000, دوغلاس 2229,[[سرعة نقل مدني قصوى]]
- الاتحاد السوفياتي – توبوليف تو-244, توبوليف تو-444
- الروسية-الأمريكية – سوخوي-غلف ستريم S-21

### الطائرات التجارية الأسرع من الصوت
الطائرات التجارية الأسرع من الصوت (SSBJ) هي فئة مقترحة من الطائرات الصغيرة الأسرع من الصوت. لم يتم التحليق بأي منها بعد.
عادة ما تهدف إلى نقل حوالي عشرة ركاب، بحوالي نفس حجم الطائرات دون سرعة الصوت الخاصة برجال الأعمال.

## قاذفات القنابل الأسرع من الصوت

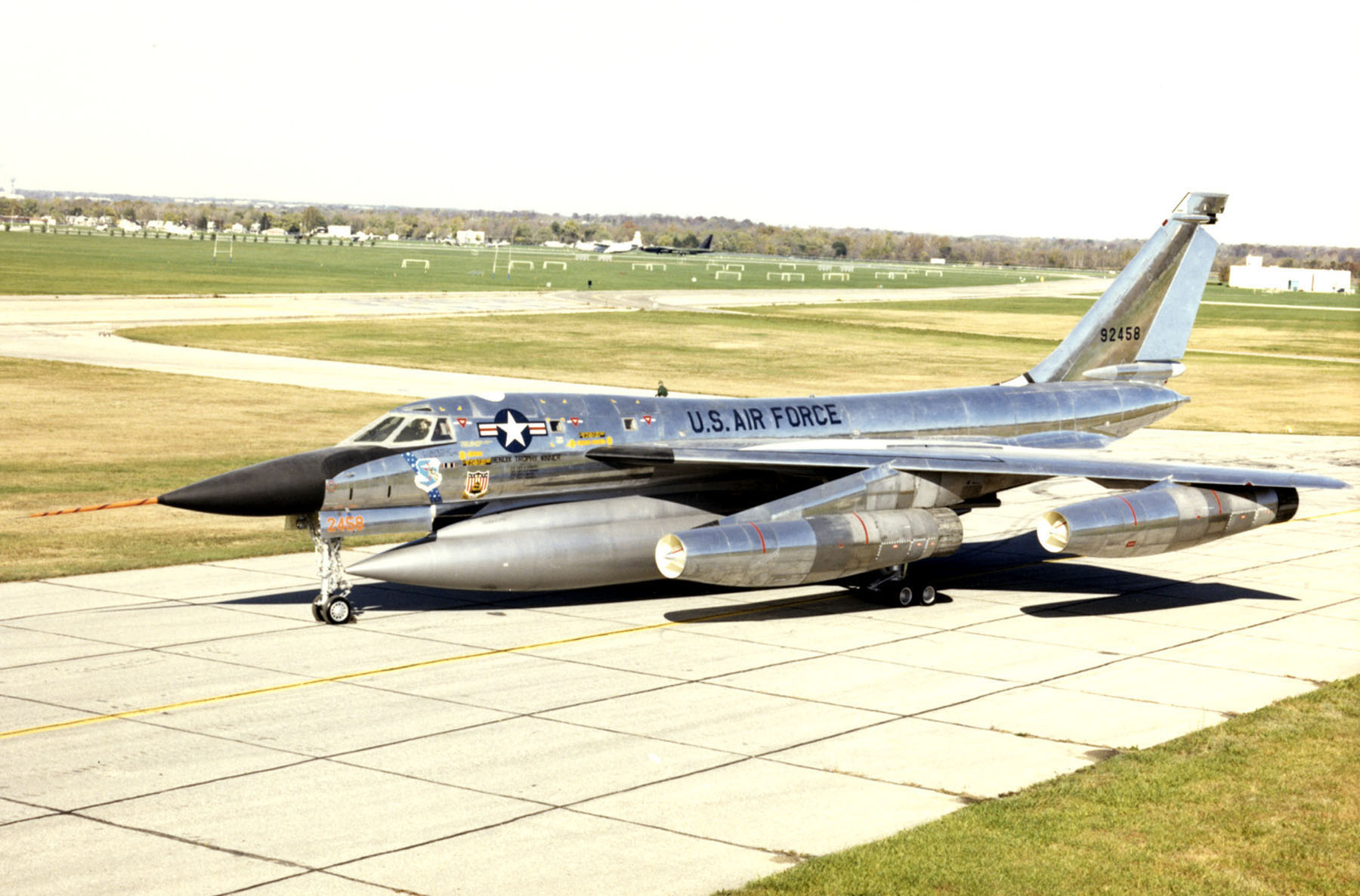
كونفير ب-58A المزاحم

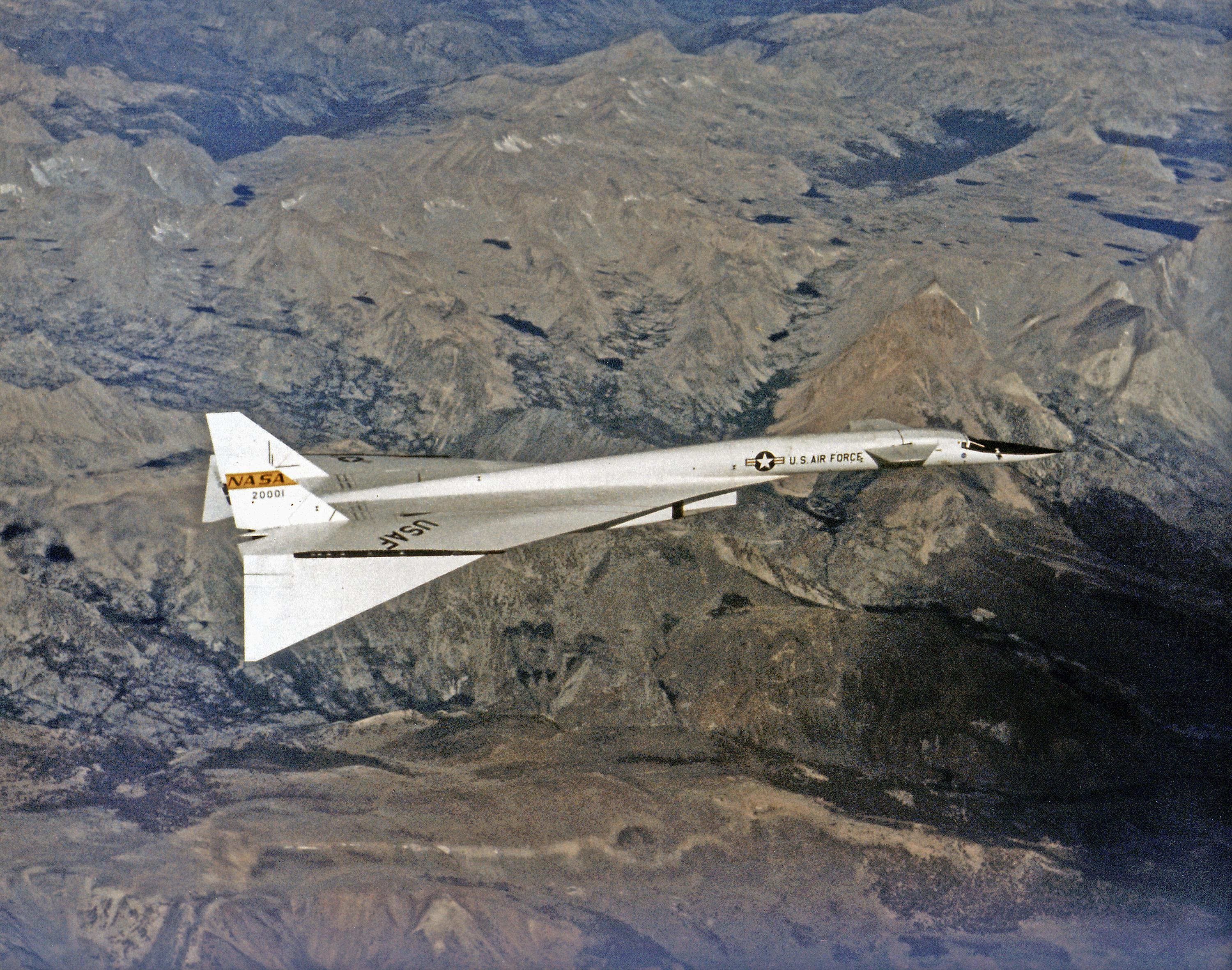
XB-70 Valkyrie

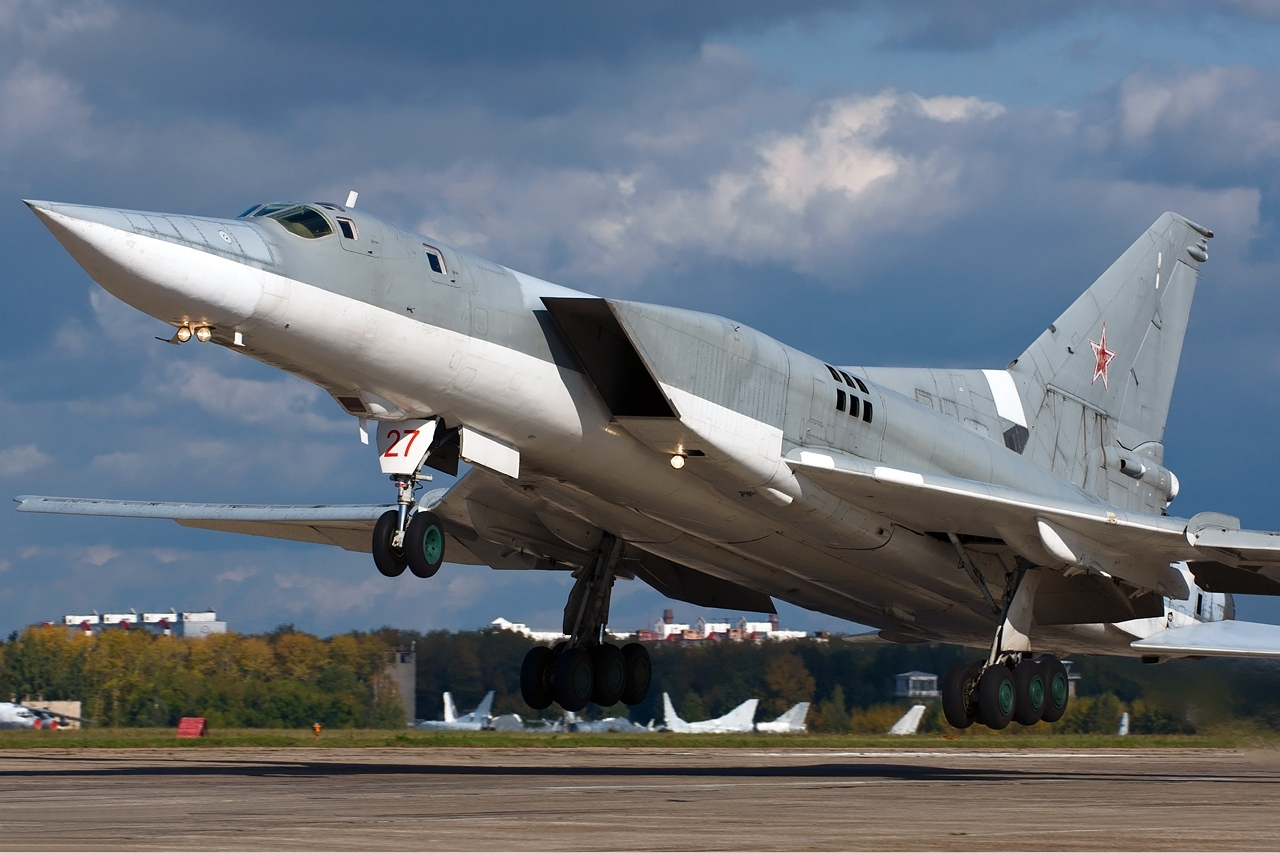
توبوليف Tu-22M3

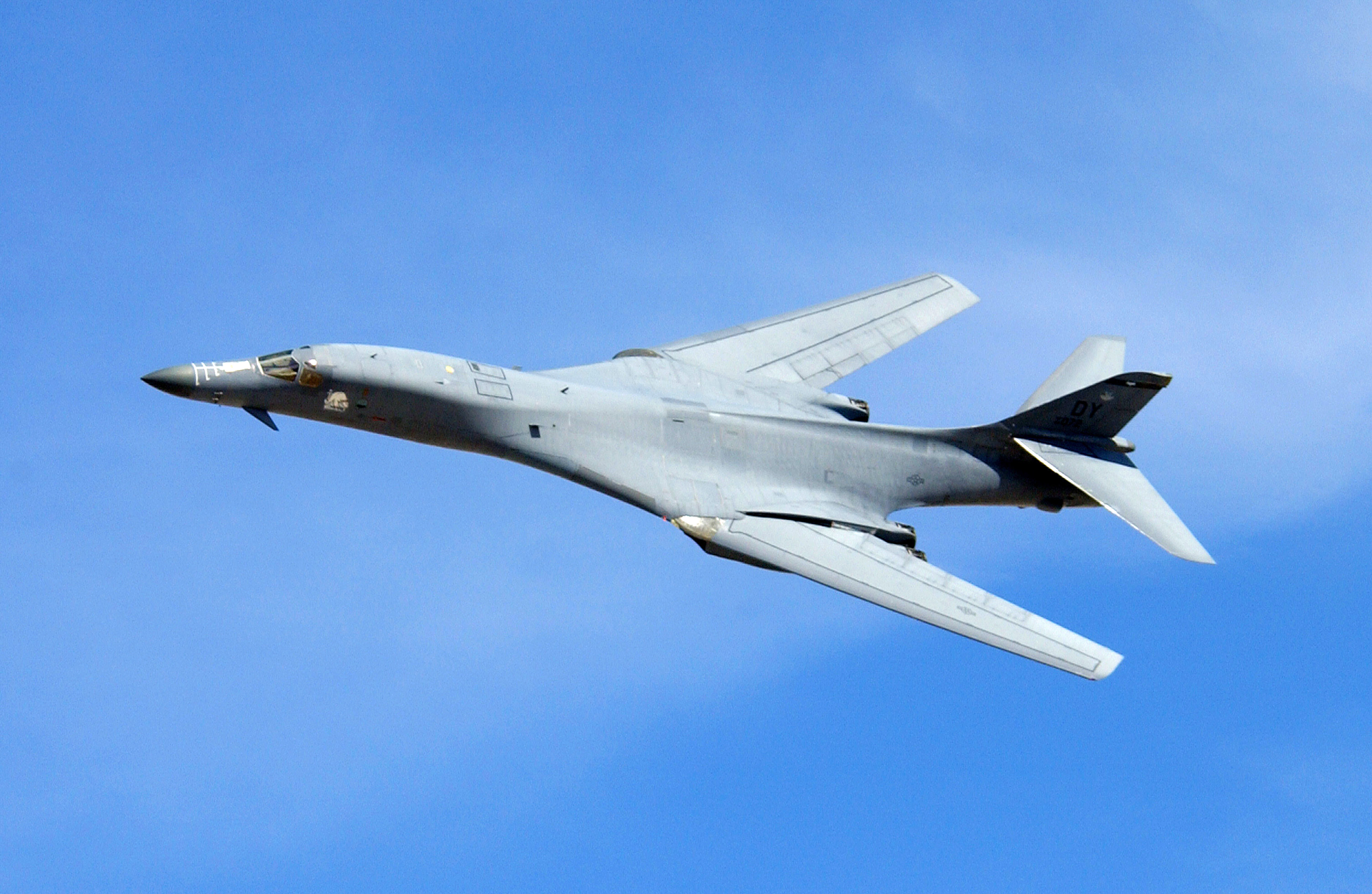
B-1B Lancer

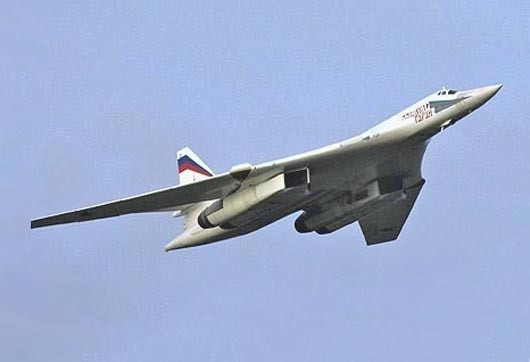
توبوليف تو-160

طائرات أسرع من الصوت مزودة بقنابل من أجل إسقاطها جوا 

## طائرة إستطلاع إستراتيجية أسرع من الصوت

### الولايات المتحدة
- دوغلاس F4D Skyray (1951)
- أمريكا الشمالية F-100 سوبر سيبر (1953)
- كونفير F-102 دلتا الخنجر (1953)
- ماكدونيل F-101 الفودو (1954)
- لوكهيد F-104 ستارفايتر (1954)
- جمهورية F-105 Thunderchief (1955)
- فوغت F-8 Crusader (1955)
- أمريكا الشمالية F-107A (1956)
- كونفير F-106 Delta Dart (1956)
- أمريكا الشمالية-5 الحارس (1958)
- ماكدونيل دوغلاس F-4 فانتوم الثانية (1958)
- نورثروب إف-5 المناضل/النمر الثاني (1959)
- جنرال ديناميكس F-111 خنزير الأرض (1964)
- غرومان F-14 Tomcat (1970)
- ماكدونيل دوغلاس F-15 Eagle (1972)
- نورثروب YF-17 كوبرا (1974)
- جنرال ديناميكس F-16 Fighting Falcon (1974)
- ماكدونيل دوغلاس إف/إيه-18 هورنت (1978)
- نورثروب إف-20 Tigershark (1982)
- نورثروب YF-23 (1990)
- لوكهيد مارتن F-22 رابتور (1997)
- لوكهيد مارتن X-35 (2000)
- Boeing X-32 (2000)
- لوكهيد مارتن F-35 Lightning II (2006)

### الاتحاد السوفيتي/روسيا
- ميكويان جورفيتش ميغ-19 (1953)
- ميكويان جورفيتش ميغ-21 (1955)
- سوخوي سو-7 (1955)
- سوخوي سو-9 (1956)
- سوخوي سو-11 (1958)
- ياكوفليف ياك-28 (1958)
- ياكوفليف ياك-27 (1960)
- توبوليف تو-28 (1961)
- سوخوي سو-15 (1962)
- ميكويان جورفيتش MiG-25 (1964)
- سوخوي سو-17 (1966)
- سوخوي سو-24 (1967)
- ميكويان جورفيتش MiG-23 (1967)
- ميكويان ميج-27(1970)
- ياكوفليف ياك-38 (1971)
- ميكويان ميج-31 (1975)
- سوخوي سو-27 (1977)
- ميكويان جورفيتش ميغ-29 (1977)
- سوخوي سو-33 (1987)
- ياكوفليف ياك-141 (1987)
- سوخوي سو-30 (1989)
- سوخوي سو-34 (1990)
- سوخوي سو-37 (1996)
- سوخوي سو-47 (1997)
- ميكويان المشروع 1.44 (2000)
- ميكويان ميج-35 (2007)
- سوخوي سو-35 (2008)
- سوخوي سو-57 (2010)

### السويد
- صعب 32 Lansen (1952)
- صعب 35 Draken (1955)
- صعب 37 Viggen (1967)
- Saab JAS 39 جريبن (1988)

### المملكة المتحدة
- اإنغلش إلكترك لايتينغ (1954)
- الطيران البريطانية EAP (1986)

### فرنسا
- داسو ميراج الثالثة (1956)
- داسو ميراج الرابع (1959)
- داسو ميراج F1 (1966)
- داسو ميراج 5 (1967)
- داسو-بريجيت سوبر Étendard (1974)
- داسو ميراج 2000 (1978)
- داسو ميراج 4000 (1979)
- داسو رافال (1986)

### الصين
- شنيانغ J-6 مزارع (1958)
- نانتشانغ س-5 فانتان (1965)
- Chengdu J-7 Fishbed (1966)
- شنيانغ J-8 (1969)
- نانتشانغ ي-12 (1970)
- زيان JH-7 المفلطح (1988)
- Chengdu J-10 قوية التنين (1998)
- شنيانغ J-11 (1998)
- نانتشانغ/Hongdu L-15 (2005)
- شنيانغ J-15 القرش الطائر (2009)
- Chengdu J-20 الشبح (2011)
- شنيانغ J-16 (2012)
- شنيانغ J-21/J-31 Gyrfalcon (2012)

### كندا
- أفرو كندا 105 السهم (1958)

### ألمانيا الغربية
- EWR VJ 101 (1963)

### مصر
- حلوان HA-300 (1964)

### إيطاليا
- Aeritalia F-104الصورة (1966)

### المملكة المتحدة/فرنسا
- SEPECAT جاكوار (1968)

### اليابان
- ميتسوبيشي T-2 (1971)
- ميتسوبيشي F-1 (1975)
- ميتسوبيشي F-2 (1995)

### إسرائيل
- IAI نيشر (1971)
- IAI Kfir (1973)
- IAI لافي (1986)
- IAI Nammer (1991)

### ألمانيا الغربية/المملكة المتحدة/إيطاليا
- بانافيا تورنادو (1974)

### جنوب إفريقيا
- أطلس الفهد (1986)

### جمهورية الصين
- AIDC F-CK-1 تشينغ كو (1989)

### الاتحاد الأوروبي
- يوروفايتر تايفون (1994)

### إيران
- واحد زائد Azarakhsh (1997)
- واحد زائد Saeqeh (2004)

### الهند
- هال تيجاس (2001)

### كوريا الجنوبية
- كاي تي-50 النسر الذهبي (2002)

### الصين/باكستان
- تشنغدو FC-1 شياو/PAC JF-17 Thunder (2003)

## بحوث حول طائرات أسرع من الصوت

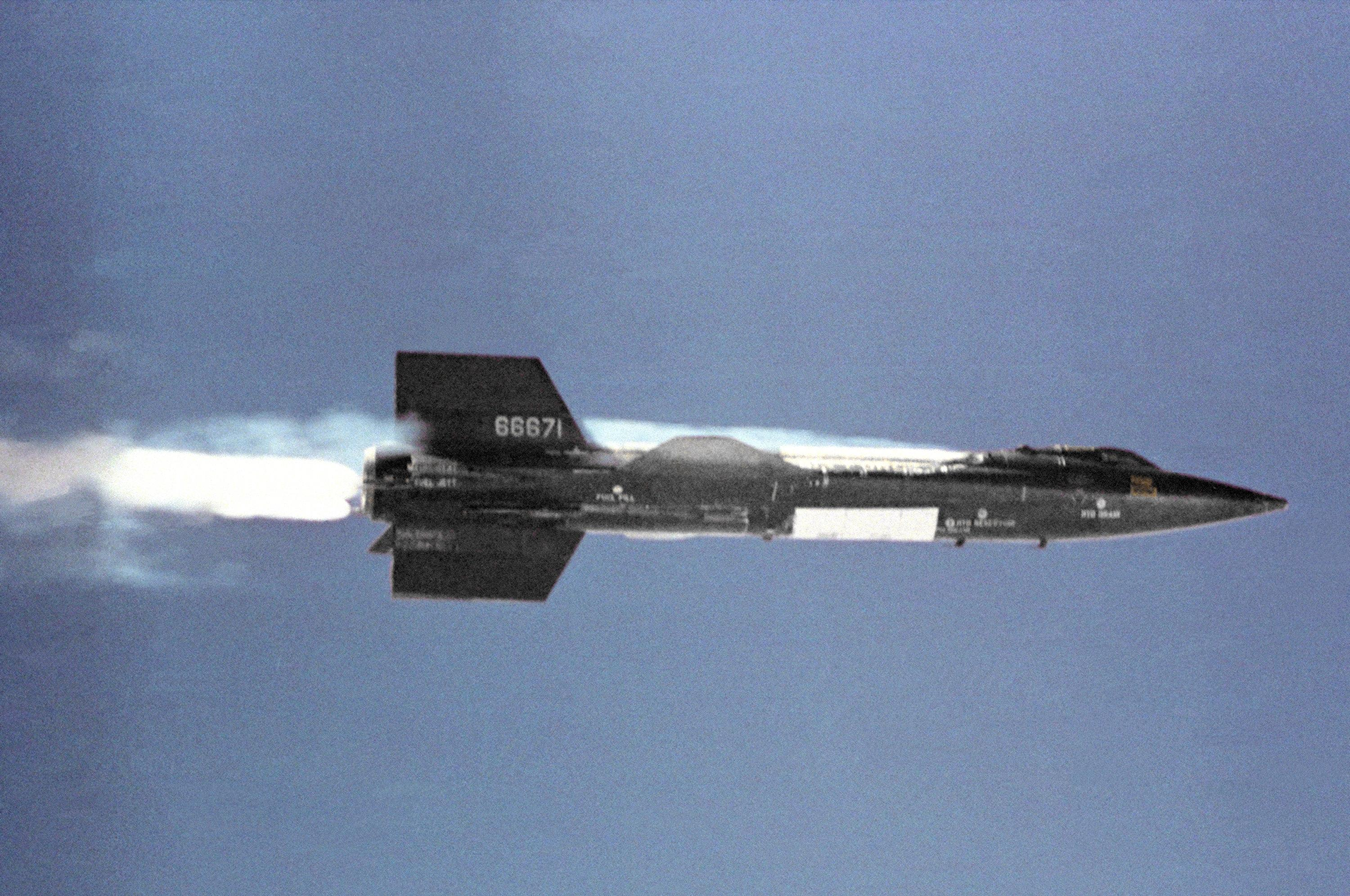
أمريكا الشمالية X-15

- Bell X-1 (1946), أول من كسر حاجز الصوت في مستوى الطيران. الصواريخ بالطاقة.
- دوغلاس د-558-2 صاروخ (1948) الصواريخ بالطاقة.
- كونفير XF-92 (1948) أول دلتا-الجناح النفاثة الأسرع من الصوت.
- Bell X-2 (1952) الصواريخ بالطاقة.
- فارى دلتا 2 (1954), أول من يتجاوز 1000 ميل في الساعة.
- أمريكا الشمالية X-15 (1959)، أول طائرة تفوق سرعتها سرعة الصوت و spaceplane. الصواريخ بالطاقة.
- مارتن ماريتا X-24A (1969) الصواريخ بالطاقة.